# Shomari Kapombe
Shomari Salum Kapombe (Morogoro, 28 gennaio 1992) è un calciatore tanzaniano, difensore del Simba e della Nazionale tanzaniana.

## Statistiche

### Cronologia presenze e reti in nazionale
| Cronologia completa delle presenze e delle reti in nazionale ― Tanzania | Cronologia completa delle presenze e delle reti in nazionale ― Tanzania | Cronologia completa delle presenze e delle reti in nazionale ― Tanzania | Cronologia completa delle presenze e delle reti in nazionale ― Tanzania | Cronologia completa delle presenze e delle reti in nazionale ― Tanzania | Cronologia completa delle presenze e delle reti in nazionale ― Tanzania | Cronologia completa delle presenze e delle reti in nazionale ― Tanzania | Cronologia completa delle presenze e delle reti in nazionale ― Tanzania |
| Data                                                                    | Città                                                                   | In casa                                                                 | Risultato                                                               | Ospiti                                                                  | Competizione                                                            | Reti                                                                    | Note                                                                    |
| ----------------------------------------------------------------------- | ----------------------------------------------------------------------- | ----------------------------------------------------------------------- | ----------------------------------------------------------------------- | ----------------------------------------------------------------------- | ----------------------------------------------------------------------- | ----------------------------------------------------------------------- | ----------------------------------------------------------------------- |
| 11-11-2011                                                              | N'Djamena                                                               | Ciad                                                                    | 1 – 2                                                                   | Tanzania                                                                | Qual. Mondiali 2014                                                     | -                                                                       |                                                                         |
| 15-11-2011                                                              | Dar es Salaam                                                           | Tanzania                                                                | 0 – 1                                                                   | Ciad                                                                    | Qual. Mondiali 2014                                                     | -                                                                       |                                                                         |
| 2-6-2012                                                                | Abidjan                                                                 | Costa d'Avorio                                                          | 2 – 0                                                                   | Tanzania                                                                | Qual. Mondiali 2014                                                     | -                                                                       |                                                                         |
| 10-6-2012                                                               | Dar es Salaam                                                           | Tanzania                                                                | 2 – 1                                                                   | Gambia                                                                  | Qual. Mondiali 2014                                                     | 1                                                                       |                                                                         |
| 16-6-2012                                                               | Maputo                                                                  | Mozambico                                                               | 1 – 1                                                                   | Tanzania                                                                | Qual. Coppa d'Africa 2013                                               | -                                                                       |                                                                         |
| 11-1-2013                                                               | Bahir Dar                                                               | Etiopia                                                                 | 2 – 1                                                                   | Tanzania                                                                | Amichevole                                                              | -                                                                       |                                                                         |
| 24-3-2013                                                               | Dar es Salaam                                                           | Tanzania                                                                | 3 – 1                                                                   | Marocco                                                                 | Qual. Mondiali 2014                                                     | -                                                                       |                                                                         |
| 8-6-2013                                                                | Marrakech                                                               | Marocco                                                                 | 2 – 1                                                                   | Tanzania                                                                | Qual. Mondiali 2014                                                     | -                                                                       |                                                                         |
| 16-6-2013                                                               | Dar es Salaam                                                           | Tanzania                                                                | 2 – 4                                                                   | Costa d'Avorio                                                          | Qual. Mondiali 2014                                                     | -                                                                       | 88’                                                                     |
| 18-5-2014                                                               | Dar es Salaam                                                           | Tanzania                                                                | 1 – 0                                                                   | Zimbabwe                                                                | Qual. Coppa d'Africa 2015                                               | -                                                                       |                                                                         |
| 30-5-2014                                                               | Harare                                                                  | Zimbabwe                                                                | 2 – 2                                                                   | Tanzania                                                                | Qual. Coppa d'Africa 2015                                               | -                                                                       |                                                                         |
| 18-7-2014                                                               | Dar es Salaam                                                           | Tanzania                                                                | 2 – 2                                                                   | Mozambico                                                               | Qual. Coppa d'Africa 2015                                               | -                                                                       |                                                                         |
| 3-8-2014                                                                | Maputo                                                                  | Mozambico                                                               | 2 – 1                                                                   | Tanzania                                                                | Qual. Coppa d'Africa 2015                                               | -                                                                       |                                                                         |
| 7-9-2014                                                                | Bujumbura                                                               | Burundi                                                                 | 2 – 0                                                                   | Tanzania                                                                | Amichevole                                                              | -                                                                       |                                                                         |
| 12-10-2014                                                              | Dar es Salaam                                                           | Tanzania                                                                | 4 – 1                                                                   | Benin                                                                   | Amichevole                                                              | -                                                                       |                                                                         |
| 14-6-2015                                                               | Alessandria d'Egitto                                                    | Egitto                                                                  | 3 – 0                                                                   | Tanzania                                                                | Qual. Coppa d'Africa 2017                                               | -                                                                       |                                                                         |
| 5-9-2015                                                                | Dar es Salaam                                                           | Tanzania                                                                | 0 – 0                                                                   | Nigeria                                                                 | Qual. Coppa d'Africa 2017                                               | -                                                                       |                                                                         |
| 7-10-2015                                                               | Dar es Salaam                                                           | Tanzania                                                                | 2 – 0                                                                   | Malawi                                                                  | Qual. Mondiali 2018                                                     | -                                                                       |                                                                         |
| 11-10-2015                                                              | Blantyre                                                                | Malawi                                                                  | 1 – 0                                                                   | Tanzania                                                                | Qual. Mondiali 2018                                                     | -                                                                       |                                                                         |
| 14-11-2015                                                              | Dar es Salaam                                                           | Tanzania                                                                | 2 – 2                                                                   | Algeria                                                                 | Qual. Mondiali 2018                                                     | -                                                                       |                                                                         |
| 17-11-2015                                                              | Blida                                                                   | Algeria                                                                 | 7 – 0                                                                   | Tanzania                                                                | Qual. Mondiali 2018                                                     | -                                                                       |                                                                         |
| 23-3-2016                                                               | Ndjamena                                                                | Ciad                                                                    | 0 – 1                                                                   | Tanzania                                                                | Qual. Coppa d'Africa 2017                                               | -                                                                       |                                                                         |
| 3-9-2016                                                                | Uyo                                                                     | Nigeria                                                                 | 1 – 0                                                                   | Tanzania                                                                | Qual. Coppa d'Africa 2017                                               | -                                                                       |                                                                         |
| 10-6-2017                                                               | Dar es Salaam                                                           | Tanzania                                                                | 1 – 1                                                                   | Lesotho                                                                 | Qual. Coppa d'Africa 2019                                               | -                                                                       |                                                                         |
| 22-3-2018                                                               | Algeri                                                                  | Algeria                                                                 | 4 – 1                                                                   | Tanzania                                                                | Amichevole                                                              | -                                                                       |                                                                         |
| 27-3-2018                                                               | Dar es Salaam                                                           | Tanzania                                                                | 2 – 0                                                                   | RD del Congo                                                            | Amichevole                                                              | -                                                                       |                                                                         |
| 12-10-2018                                                              | Praia                                                                   | Capo Verde                                                              | 3 – 0                                                                   | Tanzania                                                                | Qual. Coppa d'Africa 2019                                               | -                                                                       | 39’                                                                     |
| 16-10-2018                                                              | Dar es Salaam                                                           | Tanzania                                                                | 2 – 0                                                                   | Capo Verde                                                              | Qual. Coppa d'Africa 2019                                               | -                                                                       |                                                                         |
| 11-10-2020                                                              | Dar es Salaam                                                           | Tanzania                                                                | 0 – 1                                                                   | Burundi                                                                 | Amichevole                                                              | -                                                                       |                                                                         |
| 13-11-2020                                                              | Tunisi                                                                  | Tunisia                                                                 | 1 – 0                                                                   | Tanzania                                                                | Qual. Coppa d'Africa 2021                                               | -                                                                       |                                                                         |
| 17-11-2020                                                              | Dar es Salaam                                                           | Tanzania                                                                | 1 – 1                                                                   | Tunisia                                                                 | Qual. Coppa d'Africa 2021                                               | -                                                                       |                                                                         |
| 19-1-2021                                                               | Lusaka                                                                  | Zambia                                                                  | 2 – 0                                                                   | Tanzania                                                                | Campionato delle nazioni africane 2020                                  | -                                                                       |                                                                         |
| 23-1-2021                                                               | Windhoek                                                                | Namibia                                                                 | 0 – 1                                                                   | Tanzania                                                                | Campionato delle nazioni africane 2020                                  | -                                                                       |                                                                         |
| 27-1-2021                                                               | Dar es Salaam                                                           | Tanzania                                                                | 2 – 2                                                                   | Guinea                                                                  | Campionato delle nazioni africane 2020                                  | -                                                                       |                                                                         |
| 25-3-2021                                                               | Malabo                                                                  | Guinea Equatoriale                                                      | 1 – 0                                                                   | Tanzania                                                                | Qual. Coppa d'Africa 2021                                               | -                                                                       |                                                                         |
| 28-3-2021                                                               | Dar es Salaam                                                           | Tanzania                                                                | 1 – 0                                                                   | Libia                                                                   | Qual. Coppa d'Africa 2021                                               | -                                                                       |                                                                         |
| 13-6-2021                                                               | Dar es Salaam                                                           | Tanzania                                                                | 2 – 0                                                                   | Malawi                                                                  | Amichevole                                                              | -                                                                       | 45’                                                                     |
| 2-9-2021                                                                | Kinshasa                                                                | RD del Congo                                                            | 1 – 1                                                                   | Tanzania                                                                | Qual. Mondiali 2022                                                     | -                                                                       |                                                                         |
| 7-9-2021                                                                | Dar es Salaam                                                           | Tanzania                                                                | 3 – 2                                                                   | Madagascar                                                              | Qual. Mondiali 2022                                                     | -                                                                       |                                                                         |
| 11-11-2021                                                              | Dar es Salaam                                                           | Tanzania                                                                | 0 – 3                                                                   | RD del Congo                                                            | Qual. Mondiali 2022                                                     | -                                                                       | 75’                                                                     |
| 14-11-2021                                                              | Antananarivo                                                            | Madagascar                                                              | 1 – 1                                                                   | Tanzania                                                                | Qual. Mondiali 2022                                                     | -                                                                       | 90’                                                                     |
| 28-3-2023                                                               | Dar es Salaam                                                           | Tanzania                                                                | 0 – 1                                                                   | Uganda                                                                  | Qual. Coppa d'Africa 2023                                               | -                                                                       | 77’                                                                     |
| Totale                                                                  |                                                                         | Presenze                                                                | 42                                                                      |                                                                         | Reti                                                                    | 1                                                                       |                                                                         |

## Palmarès
- Campionato tanzaniano: 3

Simba: 2018-2019, 2019-2020, 2020-2021